# عيون الأفعى (فلم 2021)
عيون الأفعى (بالإنجليزية: Snake Eyes: G.I. Joe Origins) من أفلام الأبطال الخارقين، وجزء عرضي من سلسلة أفلام (G.I. Joe) من إخراج روبرت شوينتك. يقوم هنري جولدينج بالبطولة ويجسد الشخصية الرئيسية، مع أندرو كوجي، وإيكو أويس. كان من المقرر إصدار الفيلم في عام 2020، ولكن تم تأجيله إلى 22 أكتوبر 2021، بسبب جائحة كوفيد 19.

## طاقم التمثيل
هنري جولدينج: في دور عيون الافعى
أندرو كوجي: في دور ستورم شادو
إيكو عويس: في دور هارد ماستر
بيتر منساه: في دور المعلم الأعمى
أورسولا كوربيرو: في دور البارونة
سمارة ويفنج: في دور سكارليت
هاروكا أبي: في دور أكيكو
تاكيهيرو هيرا: في دور كينتا
صموئيل فينزي: في دور أوغسطين
سيمون تشين: في دور هاما
ستيفن أليريك: في دور الأب
إنه إيريشي: في دور اوباكي

## خلفية أحداث الفيلم
في رسومات كاريكاتير (G.I. Joe) الذي نشرته «مارفيل Marvel» نعرف ان عيون الأفعى Snake Eyes يعمل طبيبًا بيطريًا في حرب فيتنام، حيث خدم في الجيش الأمريكي مع «ستورم شادو Storm Shadow»، وعند عودتهم إلى الولايات المتحدة يكتشف عيون الأفعى أن عائلته قُتلت في حادث سيارة. يجد عيون الافعى انه وحيد وبلا مأوى، وهنا يصطحبه ستورم شادو إلى اليابان. يستمر تدريب عيون الافعى مع الستورم شادو معًا كنينجا في عشيرة «اراشيكاج Arashikage clan». لا يُعرف سوى القليل عن هوية عيون الأفعى بما في ذلك اسمه الحقيقي. لقد تبين أنه رجل أشقر قوقازي بعيون زرقاء، ولكن لم يتم الكشف عن أي شيء آخر عن شخصيته وتاريخه الشخصي.

## الإنتاج
تم الإعلان في مايو 2018، أن المرحلة التالية سوف تكون مغامرة عيون الأفعى. صرح المنتج لورنزو دي بونافينتورا أن راي بارك، الذي لعب الشخصية في الأفلام السابقة، لن يعيد تمثيل دوره في هذا الفيلم، وتم تعيين روبرت شوينتك كمخرج في نفس الشهر.
تم اختيار هنري جولدينج في دور البطولة في أغسطس 2019، مع أندرو كوجي في دور ستورم شادو، وفي سبتمبر، دخل إيكو أويس في مفاوضات للانضمام إلى الفيلم بصفته هارد ماستر، وتم اختيار أورسولا كوربيرو في دور البارونة. تم تأكيد اشتراك عويس في الفيلم في أكتوبر، مع إضافة هاروكا آبي، وسمارة ويفينج وتاكيهيرو هيرا إلى طاقم الممثلين. تم الإعلان عن ستيفن أليريك كجزء من فريق التمثيل في ديسمبر.
بدأ التصوير في 15 أكتوبر 2019 في فانكوفر وكان من المتوقع أن يستمر حتى 9 ديسمبر. انتقل التصوير إلى اليابان في 10 يناير 2020. اختتم التصوير في 26 فبراير 2020.
تقرر إصدار الفيلم في 22 أكتوبر 2021.
كان من المقرر إصدار الفيلم في الأصل في 27 مارس 2020، قبل أن يتم تأجيله إلى 16 أكتوبر، ثم بعد ذلك بأسبوع حتى 23 أكتوبر 2020. تمت إزالة الفيلم بعد ذلك من جدول الإصدار في 27 يوليو بسبب إغلاق دور العرض على مستوى البلاد في الولايات المتحدة في أعقاب جائحة كوفيد 19، وقامت شركة باراماونت لاحقًا بإعادة جدولة الفيلم إلى 22 أكتوبر 2021.

## روابط خارجية
- مقالات تستعمل روابط فنية بلا صلة مع ويكي بيانات